# Chajim Bloch
Chajim Bloch (geboren am 27. Juni 1881 in Nagybocskó, Österreich-Ungarn; gestorben am 23. Januar 1973 in New York, auch Chaim Bloch, חײם בלאך in jiddischen Schriften, חײם בלוך in hebräischen) war ein chassidischer und kabbalistischer Rabbiner und Publizist, der den Chassidismus und seine Führer in weiten Kreisen bekannt machte.

## Leben
Chajim Bloch heiratete 1904 die aus Narajow in Galizien stammende und 1884 geborene Golda (Gusta) Landmann. Sie hatten zwei Töchter: Regina Neugroeschel-Bloch (geboren 1905) und Mirjam Bloch-Berger (1910–2005).
Bloch wuchs jiddischsprachig in Delatyn auf und wurde bei den Rabbinern Moses Grunwald in Huszt, Mordechai Shalom Schwadron in Brzeżany und Aryeh Leibish Horowitz in Stanislau zum Rabbiner ausgebildet und assistierte danach bei dem Rabbiner und Politiker Joseph Samuel Bloch. Nach Ausbruch des Ersten Weltkriegs und dem Einmarsch der russischen Armee in Galizien 1914 floh er nach Wien. 1915 diente er der ungarischen Armee als Feldrabbiner. Im Anschluss arbeitete drei Jahre lang als Übersetzer in einem Lager für russische Kriegsgefangene in Csót, Komitat Veszprém im westlichen Zentralungarn. In dieser Zeit schrieb er das Buch Der Prager Golem.
Von 1918 bis 1920 war er Rabbiner der jüdischen Gemeinde Liesing nahe Wien.
Von 1923 bis 1924 hielt er sich in den Vereinigten Staaten auf und versuchte, finanzielle Unterstützung für sein Publikationsvorhaben Ozar-Chajim zu erhalten. Chajim Bloch, der einer der herausragenden Kenner jüdischer Tradition und Mystik in Wien war, war mit Löbel Taubes (1863–1933) der Herausgeber des Jüdischen Jahrbuchs für Österreich im Jahr 1932. Ab 1933 wandte er sich vehement gegen die Verbreitung antisemitischer Pamphlete, die die Ritualmordlegende zum Inhalt hatten, und wandte sich 1935 mit seinem Werk Blut und Eros im jüdischen Schrifttum und Leben. Von Eisenmenger über Rohling zu Bischoff direkt gegen die von Julius Streicher gegründete, antisemitische Wochenzeitung Der Stürmer. Nach dem „Anschluss Österreichs“ 1938 wurde er für drei Monate von den Nationalsozialisten im Wiener Durchgangslager in der Karajangasse inhaftiert. Sein Bruder Markus wurde 1942 in einem Konzentrationslager ermordet.
Über die Niederlande im August 1938 gelang ihm 1939 mit seiner Frau Golda die Flucht in die USA, auch seine zwei Töchter konnten der Verfolgung entkommen. Dort publizierte er weiterhin in deutscher Sprache, so etwa das Buch Das Jüdische Amerika – Wahrnehmungen und Betrachtungen, in dem er das jüdische Leben in den USA schilderte und bekannte Persönlichkeiten mit Fotos und Tafeln vorstellte. Er schrieb aber auch in Hebräisch, Englisch und Jiddisch. 1963 erblindete er nahezu ganz.
In seiner Kenntnis der chassidischen Mystik machte er in seinen Publikationen die schillernde Persönlichkeit des Hersch Ostropoler weiter bekannt.

## Werke/Ausgaben (Auswahl)
- Ahnenstolz. Biographie des Rabbi Elieser Lippmann von Strelitz. Budapest 1904.
- Die Gemeinde der Chassidim, ihr Werden und ihre Lehre, ihr Leben und ihr Treiben. Harz-Verlag, Berlin 1920,Digital.
- Israel der Gotteskämpfer, der Baalschem von Chelm und sein Golem. Ein ostjüdisches Legendenbuch. Harz-Verlag, Berlin 1920, Digital.
- Vom Geist des Ostens, polnischer Judenhumor, Berlin 1920
- Der Prager Golem von seiner „Geburt“ bis zu seinem „Tod“. Mit einem Geleitwort von Berlin von Hans Ludwig Held, Harz, Berlin 1920.
- Ostjüdischer Humor. Harz, Berlin 1920.
- Hersch Ostropoler: Ein jüdischer Till-Eulenspiegel. Seine Geschichten und Streiche. Harz, Berlin 1921.
- Talmudische Weisheit. Altjüdische Wechselgespräche – eine Auswahl für die Jugend. Verlag Das Leben, Wien 1921.
- Gottes Volk und seine Lehre. G. Engel, Leipzig 1922.
- Kabbalistische Sagen, Legenden über den Rabbi Lurjah. Verlag Asia Major, Leipzig 1925.
- Das jüdische Amerika. Wahrnehmungen und Betrachtungen. Verlag Das Leben, Wien-Brigittenau 1926.
- Lebenserinnerungen des Kabbalisten Vital. Vernay, Wien 1927.
- Das jüdische Volk in seiner Anekdote – Ernstes u. Heiteres von Gottsuchern, Gelehrten, Künstlern, Narren, Schelmen, Aufschneidern, Schnorrern, Reichen, Frommen, Freidenkern, Täuflingen, Antisemiten. Verlag für Kulturpolitik, Berlin 1931.

Als Neuauflage: Jüdische Witze und Anekdoten: Ernstes und Heiteres von Gottsuchern, Gelehrten, Künstlern, Narren, Schelmen, Aufschneidern, Schnorrern, Reichen, Frommen, Freidenkern, Täuflingen, Antisemiten. Mit einem Nachwort von Oswald Lewinter. Melzer, Neuisenburg 2006, ISBN 3-937389-76-8.
- Das himmlische Urteil: Kabbalistische Legenden. Mit einer Einleitung hrsg. Manfred Baumotte, LVH, Hannover 2001, ISBN 3-7859-0841-5.
- Chassidische Geschichten und Legenden. Hrsg. Salcia Landmann, Topos Verlag, Kevelaer 2006, ISBN 978-3-7867-8595-8.